# Suokkolansaari
Suokkolansaari är en ö i Finland. Den ligger i sjön Pankajärvi och i kommunen Lieksa i den ekonomiska regionen  Pielinen-Karelen  och landskapet Norra Karelen, i den östra delen av landet, 400 km nordost om huvudstaden Helsingfors. Öns area är 44,2 hektar och dess största längd är 1,6 kilometer i sydöst-nordvästlig riktning.